# فالديكاباليروس
بلدية فالديكاباليروس (بالإسبانية: Valdecaballeros)‏, هي إحدى بلديات مقاطعة بطليوس, التي تقع في منطقة إكستريمادورا, والتي تقع في غرب إسبانيا.
يبلغ عدد سكانها 1.384 نسمة وفقاً لإحصائية سنة (2002).